# Elena Alberti
Elena Alberti (31 marzo 1964) è un'ex sciatrice alpina italiana.

## Biografia
Specialista delle prove veloci originaria di Rovereto, la Alberti fece parte per cinque anni della nazionale italiana e gareggiò anche in Coppa del Mondo, senza ottenere risultati di rilievo; ai Campionati italiani vinse la medaglia di bronzo nella discesa libera nel 1983. Non prese parte a rassegne olimpiche né ottenne piazzamenti ai Campionati mondiali; dopo il ritiro intraprese la carriera manageriale...

## Palmarès

### Campionati italiani
- 1 medaglia[4][5][6][7]:
  - 1 bronzo (discesa libera nel 1983)